# AACTA Awards 2016
Die 6. Verleihung der australischen AACTA Awards (englisch 6th AACTA Awards), die jährlich von der Australian Academy of Cinema and Television Arts (AACTA) vergeben werden, fand zweigeteilt am 5. und 7. Dezember 2016 im Casino The Star in Sydney statt. Die AACTA Awards sind die Fortsetzung der AFI Awards, die von 1958 bis 2010 durch das Australian Film Institute (AFI) vergeben wurden. Sie ehrten die besten australischen Filme und Sendungen des Jahres 2016 und sind so das Gegenstück zu den im Januar 2017 stattgefundenen sechsten AACTA International Awards für internationale Filme. Die Verleihung wurde bei Seven Network gezeigt.

## Gewinner und Nominierte
| Film                             | N  | A |
| -------------------------------- | -- | - |
| Hacksaw Ridge – Die Entscheidung | 13 | 9 |
| Die Wildente                     | 10 | 3 |
| Girl Asleep                      | 07 | 1 |
| Pawno                            | 06 | 0 |
| Tanna – Eine verbotene Liebe     | 05 | 1 |
| Gods of Egypt                    | 05 | 0 |
| Goldstone                        | 05 | 0 |
| Down Under                       | 02 | 0 |
| Spear                            | 02 | 0 |

### Bester Film
Hacksaw Ridge – Die Entscheidung (Hacksaw Ridge) – Produktion: Paul Currie, Bruce Davey, William M. Mechanic und David Permut
Die Wildente (The Daughter) – Produktion: Jan Chapman und Nicole O’Donohue
Girl Asleep – Produktion: Jo Dyer
Goldstone – Produktion: David Jowsey und Greer Simpkin
Tanna – Eine verbotene Liebe (Tanna) – Produktion: Martin Butler, Bentley Dean und Carolyn Johnson

### Beste Regie
Mel Gibson – Hacksaw Ridge – Die Entscheidung (Hacksaw Ridge)
Martin Butler und Bentley Dean – Tanna – Eine verbotene Liebe (Tanna)
Rosemary Myers – Girl Asleep
Ivan Sen – Goldstone

### Bestes Originaldrehbuch
Andrew Knight und Robert Schenkkan – Hacksaw Ridge – Die Entscheidung (Hacksaw Ridge)
Abe Forsythe – Down Under
Damian Hill – Pawno
Ivan Sen – Goldstone

### Bestes adaptiertes Drehbuch
Simon Stone – Die Wildente (The Daughter)
Matthew Whittet – Girl Asleep

### Bester Hauptdarsteller
Andrew Garfield – Hacksaw Ridge – Die Entscheidung (Hacksaw Ridge)
John Brumpton – Pawno
Damian Hill – Pawno
Ewen Leslie – Die Wildente (The Daughter)

### Beste Hauptdarstellerin
Odessa Young – Die Wildente (The Daughter)
Maeve Dermody – Pawno
Maggie Naouri – Joe Cinque’s Consolation
Teresa Palmer – Hacksaw Ridge – Die Entscheidung (Hacksaw Ridge)

### Bester Nebendarsteller
Hugo Weaving – Hacksaw Ridge – Die Entscheidung (Hacksaw Ridge)
Mark Coles Smith – Pawno
Damon Herriman – Down Under
Sam Neill – Die Wildente (The Daughter)

### Beste Nebendarstellerin
Miranda Otto – Die Wildente (The Daughter)
Kerry Armstrong – Pawno
Rachel Griffiths – Hacksaw Ridge – Die Entscheidung (Hacksaw Ridge)
Anna Torv – Die Wildente (The Daughter)

### Beste Filmmusik
Antony Partos – Tanna – Eine verbotene Liebe (Tanna)
David Barber – Teenage Kicks
Marco Beltrami – Gods of Egypt
Darrin Verhagen – Boys in the Trees

### Beste Kamera
Simon Duggan – Hacksaw Ridge – Die Entscheidung (Hacksaw Ridge)
Andrew Commis – Girl Asleep
Bentley Dean – Tanna – Eine verbotene Liebe (Tanna)
Bonnie Elliott – Spear

### Bester Schnitt
John Gilbert – Hacksaw Ridge – Die Entscheidung (Hacksaw Ridge)
Karryn de Cinque – Girl Asleep
Veronika Jenet – Die Wildente (The Daughter)
Ivan Sen – Goldstone

### Bestes Szenenbild
Barry Robison – Hacksaw Ridge – Die Entscheidung (Hacksaw Ridge)
Steven Jones-Evans – Die Wildente (The Daughter)
Jonathon Oxlade – Girl Asleep
Matthew Putland – Goldstone

### Beste Kostüme
Jonathon Oxlade – Girl Asleep
Lizzy Gardiner – Hacksaw Ridge – Die Entscheidung (Hacksaw Ridge)
Jennifer Irwin – Spear
Liz Keogh – Gods of Egypt

### Beste Frisuren und bestes Make-up
Katherine Brown, Troy Follington und Simon Joseph – Cleverman
Lara Jade Birch, Adam Johansen und Lesley Vanderwalt – Gods of Egypt
Larry Van Duynhoven, Shane Thomas und Noriko Watanabe – Hacksaw Ridge – Die Entscheidung (Hacksaw Ridge)
Wizzy Molineaux – A Place to Call Home

### Bester Ton
Peter Grace, Robert Mackenzie, Kevin O’Connell, Mario Vaccaro, Tara Webb und Andy Wright – Hacksaw Ridge – Die Entscheidung (Hacksaw Ridge)
Yulia Akerholt, James Andrews, Liam Egan, Nick Emond, Tony Murtagh und Robert Sullivan – Die Wildente (The Daughter)
James Ashton, Emma Bortignon und Martin Butler – Tanna – Eine verbotene Liebe (Tanna)
Greg P. Fitzgerald, Peter Grace, Wayne Pashley, Derryn Pasquill, Peter Purcell und Fabian Sanjurjo – Gods of Egypt

### Beste visuelle Effekte oder beste Animationen
Joe Bauer, Steve Kullback, Ineke Majoor und Glenn Melenhorst – Game of Thrones (Episode 59 Die Schlacht der Bastarde)
Blondel Aidoo, Tim Crosbie, John Dykstra, Steve Hamilton, Dennis Jones und Matt Sloan – X-Men: Apocalypse
Joe Bauer, Sam Conway, Steve Kullback, Hubert Maston und Anthony Smith – Game of Thrones (Episode 60 Die Winde des Winters)
Julian Dimsey, Eric Durst, Jack Geist, Andrew Hellen und James Whitlam – Gods of Egypt

### Bester Dokumentarfilm
Chasing Asylum – Produktion: Eva Orner
In the Shadow of the Hill – Produktion: Dan Jackson
Remembering the Man – Produktion: Nickolas Bird und Eleanor Sharpe
Snow Monkey – Produktion: Lizzette Atkins und George Gittoes

### Beste Regie bei einer Dokumentation
Anna Broinowski – Pauline Hanson: Please Explain!
Nicole Ma – Putuparri and the Rainmakers
Cian O’Clery – Changing Minds: The Inside Story
Eva Orner – Chasing Asylum

### Bester Kurzfilm
Dream Baby – Regie: Lucy Gaffy; Produktion: Kiki Dillon
Bluey – Regie: Darlene Johnson; Produktion: Heather Oxenham
Homebodies – Regie: Yianni Warnock; Produktion: Yianni Warnock und Charles Williams
Nathan Loves Ricky Martin – Regie: Steven Arriagada; Produktion: Steven Arriagada, Llewellyn Michael Bates und Bryan Chau

### Bester animierter Kurzfilm
The Nightingale and the Rose – Regie: Del Kathryn Barton und Brendan Fletcher; Produktion: Angie Fielder und Brendan Fletcher
The Albatross – Regie und Produktion: Joel Best, Alex Jeremy und Alex Karonis
The Crossing – Regie: Marieka Walsh; Produktion: Donna Chang
Femme Enfant – Regie: Bonnie Forsyth; Produktion: Grace Lim

### Beste Dramaserie
Wentworth – Produktion: Pino Amenta und Jo Porter
The Code – Produktion: Shelley Birse, Diane Haddon, David Maher und David Taylor
Jack Irish – Produktion: Ian Collie und Andrew Knight
Rake – Produktion: Ian Collie, Peter Duncan und Richard Roxburgh

### Beste Comedyserie
Upper Middle Bogan – Produktion: Robyn Butler, Ben Grogan und Wayne Hope
Black Comedy – Produktion: Mark O’Toole und Kath Shelper
The Family Law – Produktion: Tony Ayres, Julie Eckersley, Debbie Lee und Sophie Miller
Please Like Me – Produktion: Todd Abbott, Josh Thomas, Lisa Wang und Kevin Whyte

### Bester Fernsehfilm oder beste Miniserie
The Kettering Incident – Produktion: Victoria Madden, Vincent Sheehan und Andrew Walker
Barracuda – Produktion: Tony Ayres und Amanda Higgs
The Beautiful Lie – Produktion: Imogen Banks und John Edwards
Molly – Produktion: John Molloy

### Beste Kinderserie
Beat Bugs – Produktion: Jennifer Twiner McCarron und Josh Wakely
Bottersnikes & Gumbles – Produktion: Patrick Egerton
Die Nektons – Abenteurer der Tiefe (The Deep) – Produktion: Asaph Fipke und Avrill Stark
Play School – Produktion: Sarah Dabro, Sophie Emtage, Rebecca O’Brien und Jan Stradling

### Beste Unterhaltungssendung
Gruen – Produktion: Wil Anderson, Jon Casimir, Polly Connolly, Richard Huddleston und Nick Murray
Gogglebox – Produktion: David McDonald und Kam Vurlow
Luke Warm Sex – Produktion: Anna Bateman, Jon Casimir, Karina Holden und Richard Huddleston
RocKwiz – Produktion: Peter Bain-Hogg, Ken Connor und Brian Nankervis

### Beste Realitysendung
MasterChef Australia – Produktion: Marty Benson, Tim Toni und Rob Wallace
First Dates – Produktion: Brad Gustafson, Geraldine Orrock und Rikkie Proost
My Kitchen Rules – Produktion: Matt Apps, Joe Herdman und Rikkie Proost
The Recruit – Produktion: Duane Hatherly, Lara Hopkins, Josie Mason-Campbell und Frances O’Riordan

### Beste Lifestylesendung
Destination Flavour Scandinavia – Produktion: Erik Dwyer und Rachel Hardie
Grand Designs Australia – Produktion: Anna Gregory
Poh & Co. – Produktion: Erik Dwyer
River Cottage Australia – Produktion: Judi Boylan

### Beste Hauptdarsteller – Drama
Samuel Johnson – Molly
Matthew Nable – Barracuda
Richard Roxburgh – Rake
Ashley Zukerman – The Code

### Beste Hauptdarstellerin – Drama
Elizabeth Debicki – The Kettering Incident
Danielle Cormack – Wentworth
Pamela Rabe – Wentworth
Sarah Snook – The Beautiful Lie

### Bester Neben- oder Gastdarsteller – Drama
Damon Herriman – Secret City
Russell Dykstra – Rake
Ben Gerrard – Molly
Hamish Michael – Janet King

### Beste Neben- oder Gastdarstellerin – Drama
Celia Pacquola – The Beautiful Lie
Caroline Brazier – Rake
Sacha Horler – The Kettering Incident
Sianoa Smit-McPhee – The Kettering Incident

### Bester Darsteller – Comedy
Patrick Brammall – No Activity
Alison Bell – Milcheinschuss (The Letdown, Episode 1)
Fiona Choi – The Family Law
Leah Purcell – Black Comedy

### Beste Regie im Fernsehen
Peter Duncan – Rake (Episode 32)
Kevin Carlin – Wentworth (Episode 46 Alles wird gut)
Shawn Seet – The Code (Episode 7)
Rowan Woods – The Kettering Incident (Episode 1 Anna)

### Bestes Drehbuch im Fernsehen
Alison Bell und Sarah Scheller – Milcheinschuss (The Letdown, Episode 1)
Robyn Butler und Wayne Hope – Upper Middle Bogan (Episode 17 New Kids on the Block)
Jonathan Gavin – The Beautiful Lie (Episode 3)
Victoria Madden – The Kettering Incident (Episode 1 Anna)